# Тандерманови се враћају
Тандерманови се враћају је предстојећа америчка суперхеројска филмска комедија, у режији Тревора Киршнера, по сценарију Џеда Спингарна и Ерика Доналда. Филм је наставак телевизијске серијске комедије Тандерманови (2013–2018). Главне улоге играју Кира Косарин, Џек Грифо, Адисон Рике, Дијего Веласкез, Маја ле Кларк, Крис Толман и Роза Блази, репризирајући улоге породице Тандерман. Снимање је почело почетком април 2023. у Лос Анђелесу. Биће приказан 7. марта 2024. на Paramount+ и Никелодиону. У Србији ће бити емитован премијерно 31. марта 2024. на Никелодиону.

## Радња
Фиби и Макс уживају у суперхеројском животу, али када једно ‘спасавање’ пође наопако, Тандерманови су послати назад у Хиденвил. Док Хенк и Барб уживају у повратку, а Били и Нора се радују обичном средњошколском животу, Макс и Фиби су одлучни да поврате свој суперхеројски статус. 

## Улоге
| Улога             | Глумац                   | Српски глас          |
| ----------------- | ------------------------ | -------------------- |
| Фиби Тандерман    | Кира Косарин             | Ивона Рамбосек       |
| Макс Тандерман    | Џек Грифо                | Алекса Станиловић    |
| Нора Тандерман    | Адисон Рике              | Јована Васић         |
| Били Тандерман    | Дијего Веласкез          | Марко Ћурчић         |
| Клои Тандерман    | Маја ле Кларк            | Петра Семиз          |
| Хенк Тандерман    | Крис Толман              | Бојан Хлишћ          |
| Барб Тандерман    | Роза Блази               | Валентина Павличић   |
| Артур Колосо      | Дана Снајдер             | Милош Дашић          |
| Чери Сејнфелд     | Одри Витби               | Снежана Нешковић     |
| Ојстер            | Танер Стајн              | Mateya               |
| Гидеон            | Кени Ридван              | Марко Ћурчић         |
| Волфганг          | Џејк Борели              | Милан Антонић        |
| Олимпија Вонг     | Хелен Хонг               | Софија Јуричан       |
| Тед Бредфорд      | Џеф Мичам                | Милан Тубић          |
| Евелин Кикбат     | Данијеле Гејтер          | Ања Орељ             |
| Блобин Мекслинчић | Харви Гиљен              | Марко Марковић       |
| Стронгдор         | Мајкл Фостер             | Милош Ђуричић        |
| Дарк Мејхем       | Мет Малинс               | Александар Новаковић |
| Кинг Краба        | Пол Ф. Томпкинс          | Бранислав Платиша    |
| Дека Гиди         | Џејмс Хонг               | Лако Николић         |
| Дарк Мејхем Млађи | Брендон Папо             | Никола Тодоровић     |
| Ши-Краба          | Британи Вардвел          | Ирина Арсенијевић    |
| Крондор           | Грегори Рокстад          | Никола Миленковић    |
| Г. Схехетер       | Адам Кулберш             | нема дијалога        |
| Фиона             | Шевон Хјуз               | Јана Пауновић        |
| Бет               | Валери Лу                | Ања Орељ             |
| Полицајац         | Џејсон Неш               | Милош Ђуричић        |
| Белинда           | Кристина Офли            | Ирина Арсенијевић    |
| Лајла             | Анушка Рани              | Анђела Џаферовић     |
| Леон              | Малколм Фостер Смит      | Немања Живковић      |
| Џона              | Конор Асио Метјуз        | Никола Тодоровић     |
| Зои               | Лаура Луиз               | Марија Стокић        |
| Синди             | Фејт Нап                 | Јана Пауновић        |
| Дмитри            | Брејди Амаја             | Виктор Мајер         |
| Блу Флејм         | Џошуа Мејби              | Александар Глигорић  |
| Харијет           | Обри К. Милер            | нема дијалога        |
| Муштерија         | Кристина Корел           | Јована Цавнић        |
| Помоћник Т-снага  | Робин Аткин Даунс (глас) | Лако Николић         |
| Тандермонитор     | Џенифер Хејл (глас)      | Јована Цавнић        |
| Компјутерски глас | непознато (глас)         | Марија Стокић        |
| Војс-овер         | /                        | Милан Тубић          |